# Gabara pulverosalis
Gabara pulverosalis är en fjärilsart som beskrevs av Walker 1865. Gabara pulverosalis ingår i släktet Gabara och familjen nattflyn. Inga underarter finns listade i Catalogue of Life.